# Mosciano Sant'Angelo
Mosciano Sant'Angelo est une commune italienne d'environ 9 200 habitants située dans la province de Teramo, dans la région Abruzzes, en Italie méridionale. Ses habitants s'appellent les Moscianesi.

## Géographie
Mosciano Sant'Angelo est à proximité de Giulianova, dans la vallée du Vomano. La commune est à une altitude d'environ 225 mètres.

## Histoire
Le nom de Mosciano Sant'Angelo vient du nom propre latin de Mussius. Le suffixe -anus indique l'appartenance. La seconde partie du nom fait référence au Saint Patron de la commune qui est saint Alexandre, fêté le 26 août. L'abbaye bénédictine lui est dédiée.
La commune était connue dès le Moyen Âge pour son industrie.

## Économie
La ville s'est industrialisée au cours des dernières années, notamment dans l'industrie de fabrication des meubles.

## Culture
Un festival de jazz se tient chaque année en juillet ainsi que le festival Gnocchi, festival de cuisine.
Le festival « Entre le soleil et la lune » a lieu en août.

## Monuments et patrimoine
- Le couvent Santa Maria degli Angeli.

- L'église de Santa Maria Assunta[2].

- L’église de Saint-Antoine de Padoue.

- L’église de l'Addolorata.

- L’église de San Pietro ad Spoltinum.

- Les anciens remparts qui entourent la commune et qui comprennent une tour hexagonale. Ce sont les vestiges des anciennes fortifications qui datent du Moyen Âge.

- Le château de Montone, à quelques kilomètres de Mosciano Sant'Angelo.

- Le monastère de la Sette Fratelli Santi.

## Administration
| Période                                  | Période | Identité | Étiquette | Qualité |
| ---------------------------------------- | ------- | -------- | --------- | ------- |
|                                          |         |          |           |         |
| Les données manquantes sont à compléter. |         |          |           |         |

### Communes limitrophes
Bellante, Castellalto, Giulianova, Notaresco, Roseto degli Abruzzi, Sant'Omero, Tortoreto.